# Landi Kotal
Landi Kotal (urdu: لنڈی کوتل‬) – miasto w Pakistanie, w Chajber Pasztunchwa. W 1998 roku liczyło 33 697 mieszkańców.